# Junglebogen (film fra 1967)
 For alternative betydninger, se Junglebogen. (Se også artikler, som begynder med Junglebogen)
Junglebogen er en tegnefilm fra 1967 produceret af The Walt Disney Company. Filmen er af spillefilmslængde, den 19. af Disneys klassikere og den sidste film som Walt Disney var med til at producere: han døde, mens den blev produceret. Filmen er løst baseret på Rudyard Kiplings bog af samme navn om drengen Mowgli, der vokser op blandt dyr i den indiske jungle.
Junglebogen er en af Disneys mest populære film og indeholder en række klassiske sange som "Det rent og skært nødvendige" og "Et men'ske li'som du". De fleste af sangene er skrevet af brødrene Richard M. og Robert B. Sherman. Filmen blev instrueret af Wolfgang Reitherman, og i den engelske udgave lagde instruktørens søn Bruce Reitherman stemme til Mowgli.
I 2003 lavede Disney en efterfølger Junglebogen 2.

## Stemmer
| Rolle         | Dyr         | Engelske stemmer                        | Danske stemmer                            |
| ------------- | ----------- | --------------------------------------- | ----------------------------------------- |
| Mowgli        | Menneske    | Bruce Reitherman                        | Joachim Clausen                           |
| Baloo         | Læbebjørn   | Phil Harris                             | Carl Ottosen (tale) Freddy Albeck (sange) |
| Bagheera      | Panter      | Sebastian Cabot                         | Preben Uglebjerg                          |
| Shere Khan    | Bengaltiger | George Sanders                          | Kjeld Jacobsen                            |
| Kaa           | Tigerpyton  | Sterling Holloway                       | Ulrik Neumann                             |
| Kong Louis    | Orangutang  | Louis Prima                             | Svend Asmussen                            |
| General Hathi | Elefant     | J. Pat O'Malley                         | Gert Bastian                              |
| Winifred      | Elefant     | Verna Felton                            | Kirsten Rolffes                           |
| Rama          | Ulv         | Ben Wright                              | Ove Sprogøe                               |
| Pigen         | Menneske    | Darleen Carr                            | Ulla Neumann                              |
| Gribbene      | Grib        | Chad Stuart Lord Tim Hudson Digby Wolfe | Peter Kitter Ove Sprogøe Ole Monty        |